# پنوورتهام
latitudeپنوورتهامlongitudeپنوورتهام
پنوورتهام (به انگلیسی: Penwortham) یک شهرک در بریتانیا است که در انگلستان واقع شده‌است.

## خصوصیات
پنوورتهام ۲۳٬۴۳۶ نفر جمعیت دارد.